# 草酸鈉
草酸鈉（Na2C2O4）為草酸的鈉鹽，是一種還原劑，也常作為雙齒配體。

## 用途
氧化還原滴定時可作為標定高錳酸鉀溶液的基准物质。
可移除Ca2+，可用於驗硬水或生物學上防止凝血（透過去除血漿中的鈣離子以阻止引發凝血的的生化路徑），需注意要移除Ca2+也會影響大腦功能，並且會造成草酸鈣堆積於腎臟，造成腎結石。

## 反应
草酸钠在受热（大于290°C）时，会分解为碳酸钠与一氧化碳：
Na
2C
2O
4 → Na
2CO
3 + CO
草酸钠在五氧化二钒存在时，会受热分解（200 - 525°C）产生钒青铜α'-NaV
2O
5和CO
2，过程中没有检测到碳酸钠或CO一类的中间产物：
x Na
2C
2O
4 + 2 V
2O
5 → 2 Na
xV
2O
5 + 2x CO
2
草酸钠长期被用于高锰酸钾标准溶液的标定，反应动力学较复杂，最终反应方程式如下所示：
5 Na2C2O4 + 2 KMnO4 + 8 H2SO4 → K2SO4 + 5 Na2SO4 + 2 MnSO4 + 10 CO2 + 8 H2O